# Diplesiostigma bisetosum
Diplesiostigma bisetosum är en stekelart som beskrevs av Boucek 1988. Diplesiostigma bisetosum ingår i släktet Diplesiostigma och familjen raggsteklar. Inga underarter finns listade i Catalogue of Life.